# Ритко Ярослав Олександрович
Яросла́в Олекса́ндрович Ритко́ (24 серпня 1985) — український самбіст і дзюдоїст. Неодноразовий призер національних, континентальних і світових першостей із самбо. Майстер спорту України міжнародного класу.

## Біографія
Займатися боротьбою розпочав у 1994 році.
Бронзовий призер чемпіонатів Європи та світу із самбо 2005 року серед юніорів, бронзовий призер чемпіонату України з дзюдо 2007 року серед молоді, чемпіон України 2015 та 2016 років із самбо, срібний (2010, 2012) та бронзовий (2005, 2006, 2009) призер чемпіонів України із самбо та дзюдо, срібний (2011) та бронзовий (2015, 2016) призер чемпіонатів Європи із самбо, бронзовий призер Кубка світу 2014 року із самбо, бронзовий призер чемпіонатів світу із самбо 2012 та 2015 років.
Проходить службу в Головному управлінні національної поліції (ГУНП) Миколаївської області — інспектор відділу організаційного забезпечення Управління «КОРД».